# Lorenzo Goñi
Lorenzo Goñi y Suárez del Árbol (Jaén, 25 de enero de 1911-Lausana, Suiza, 28 de febrero de 1992) fue un dibujante, pintor, grabador e ilustrador español. Considerado uno de los mejores ilustradores españoles del siglo XX, su obra se caracteriza por una profunda originalidad, cercana al surrealismo, y una gran expresividad tanto en el estilo como en la forma. Su temática recurre con frecuencia a los clásicos de la literatura española, siendo célebres sus ilustraciones de La Celestina, Don Quijote y otros clásicos del Siglo de Oro.

## Biografía
Lorenzo Goñi, nace en Jaén el 25 de enero de 1911. Su abuelo materno era el músico Lorenzo Suárez Godoy, director de la "Banda del Hospicio de Hombres" de la Diputación de Jaén. A edad temprana se traslada con sus padres a Barcelona, donde inicia sus estudios. La gran biblioteca familiar le proporciona un temprano contacto con la lectura, familiarizándose con los escritores de la época, en particular Pío Baroja, "cuya obra literaria me he leído hasta la última línea", confiesa Goñi.
Tras enfermar de sarampión, comienzan a manifestarse los primeros síntomas de una sordera que acabaría revelándose crónica. "A los catorce o quince años ya era un sordo notorio al que había que hablar fuertemente". Se aísla completamente, fuera del estrecho círculo familiar, y la timidez le vuelve incapaz para la vida social.
Goñi define su drama personal, vivido a una edad en que las impresiones son más fuertes e indelebles, como "la soledad del prisionero". Su recorrido vital y profesional, su singularidad como artista, como le pasó a Goya, como le sucedió a Beethoven –se ha hablado mucho de la influencia de esta enfermedad en la revolución creativa de los citados– , quedarían marcadas por la sordera. La inconfundible y subyugadora atmósfera de su obra, que oscila entre la sosegada pesadilla y la nostalgia, es deudora de la carencia, "desterrándole" en su propio mundo creativo, que se obligó a profundizar.
Su padre le inscribe en academias de pintura, donde dibuja bodegones y desnudos del natural. En el dibujo de estos últimos adquiriría esa soltura y seguridad asombrosas que, más adelante, serían una de las señas de identidad de sus grabados y dibujos: "Me harté de dibujar tetas más o menos caídas, culos de todos los calibres y miembros femeninos en posturas alambicadas de las modelos profesionales". Llegaría a trazar los cuerpos femeninos de memoria.
Tras la muerte de su madre su padre se vuelve a casar. De este segundo matrimonio, nacerá su hermano, con el que tendría escaso contacto en la edad adulta. Su sentimiento de soledad se acentúa. Es declarado inútil para el servicio militar por su defecto del oído.
Tras el segundo matrimonio de su padre, se muda al pueblo de Vacarisas, cercano a Barcelona, donde tiene la oportunidad de estar más próximo a la naturaleza.
En sus excursiones por el monte, le ocurrió un triste episodio que, a pesar de su aparente trivialidad, le llenaría de remordimientos el resto de su vida. De una pedrada mató un gato. El artista poblaría en el futuro de gatos sus obras –otra de sus señas de identidad–, lo que llamó un "oscuro homenaje a mi víctima".

Lorenzo Goñi: I tú? Que has fet per la victoria? (cartel), 1936.

Al iniciarse la Guerra Civil, comienza a trabajar de cartelista para el Sindicat de Dibuixants Professionals de UGT, aspecto creativo que permaneció oculto durante mucho tiempo y que Lorenzo Goñi, dadas las circunstancias, intentó "olvidar" tras la contienda, hasta el punto de que ni sus mejores y más íntimos amigos, como Camilo José Cela, conocían aquel apartado de su vida. Es autor de uno de los carteles más famosos de la guerra, aquel en el que un soldado caído pregunta acusador: "I tú? Que has fet per la vistória?" ("¿Y tú? ¿qué has hecho por la victoria?").
En los años de la posguerra, a través de una amiga de su familia de Pamplona, ciudad a donde había ido a parar Goñi, consigue empleo de dibujante publicitario en la revista Haz, del SEU, firmando sus obras con el apellido de su madre "Suárez del Árbol", con el que empieza a hacerse popular.
Conoce a Conchita, se casa con ella y cuatro años más tarde nace Inés, su única hija. "Desde entonces mi vida navegó viento en popa". Se cansa de su seudónimo y vuelve a firmar como "Goñi" sus obras. Le llaman del diario ABC y su carrera se consolida.
Durante el año de 1953, estudia grabado calcográfico en la Escuela Nacional de Artes Gráficas teniendo como maestro a Manuel Castro Gil. Goñi alcanzaría maestría en esta difícil técnica, convirtiéndose en una de las cimas españolas del grabado.
En el año de 1962 obtiene una beca de la Fundación Juan March para realizar su "Tauromaquia onírica", soberbia serie de 13 grabados que figuran entre lo más relevante que ha inspirado el llamado arte de Cúchares, desde Goya.
Su trayectoria artística continúa imparable durante los años siguientes, pintando, publicando dibujos en periódicos, exponiendo su obra y obteniendo premios y excelentes críticas. Desde comienzos de los ochenta, se ciñe exclusivamente al grabado y la pintura.
En 1989, muere su mujer, Conchita. "El puente y lazarillo frente al tumulto bienoyente ha sido mi esposa. Con ella todo fue fácil y hacedero durante los cuarenta y cinco años de nuestro matrimonio. Ahora esta mujer ha muerto y yo me he quedado otra vez solo".
Se traslada a Suiza con su hija Inés en 1990. En este país, en Lausana, fallece el 28 de febrero de 1992.

## Obra
Más de quince mil grabados, dibujos y óleos componen su herencia artística.
Lorenzo Goñi se ha tratado y ha colaborado con lo más conspicuo de la literatura y el periodismo españoles del momento. César González Ruano, Julio Camba, Raúl Torres, José Hierro, Federico Muelas, Manuel Vicent, Rafael de Penagos, Francisco Umbral, José García Nieto, Ramón Gómez de la Serna... y por supuesto, Camilo José Cela se han honrado en algún momento con su amistad y compañía.
Antonio Mingote, en la entrega a nuestro artista del Premio "Penagos" en 1988, afirmaba: "Si Goñi dibujaba los pliegues de una túnica, eran pliegues verdaderos... Si dibujaba una maleta, se adivinaba dentro el traje plegado, las camisas a rayas y hasta unos calcetines apretujados en un rincón. Si dibujaba un hombre rico, se adivinaba su poder; si un pobre, se traslucía su miseria..."
Y su colega Serafín, en aquella antología titulada "Humor gráfico español del siglo XX": "Si fuésemos a hablar de Goñi, necesitaríamos, no este libro, sino la colección entera..."
Goñi no reconoce particulares influencias artísticas. "Mi concepto de la pintura es rigurosamente personal". Lo que no obsta para encontrar parentescos, familiaridades o asonancias en la historia de la pintura. Se han señalado los casos de Brueghel, El Bosco, Arcimboldo, Goya, William Blake, Picasso, Barjola... No podemos hablar propiamente de influencias, sino de elementos comunes que nutren la sensibilidad de todos estos artistas, como si extrajeran sus materiales de similar venero, combinándolos luego cada cual a su manera. Sumaríamos a la lista a Antonio Saura -como Goñi, conquense de adopción-, quien, desde estética diversa, resucita el mismo fondo perenne y arquetípico de España.
Goñi es artista plenamente español. Confiesa su hija Inés: "Tras largos años de residencia en el extranjero me doy cuenta de que la obra de mi padre es profundamente española, que posee ese "sentimiento trágico" que no se halla en ningún otro país".

## Premios y exposiciones

### Exposiciones individuales
- 1962.- Galería Afrodisio Aguado.
- 1968.- Casa de Cultura de Cuenca.
- 1969.- Galería Seiquer, Madrid.
- 1970.- Galería Edaf, Madrid.
- 1972.- Galería Urbis, Madrid.
- 1973.- El Coleccionista, Madrid.
- 1976.- Rojo y Negro, Madrid.
- 1982.- La Kábala, Madrid.
- 1986.- La Kábala, Madrid.
- 1987.- Salón de la Diputación Provincial de Jaén.

### Exposiciones colectivas
- 1950.- I Bienal Hispanoamericana de Arte.
- 1953.- Librería Clan, Madrid.
- 1957.- Exposición Nacional de Bellas Artes.
- 1961.- XI Salón Nacional del Grabado.
- 1963.- Bienal de Alejandría.
- 1967.- Salón de Humoristas.
- 1973.- “Homenaje a Gerardo Diego”, “El arte de la ilustración”, Roma, Londres, Ámsterdam.
- 1985.- “Cita con el dibujo”, galería Alfama, Madrid.
- 1986.- “Cita con el dibujo”, galería Alfama, Madrid.
- 1987.- “Cita con el dibujo”, galería Alfama, Madrid.

### Premios
- 1957.- Tercera Medalla de Dibujo en la Nacional de Bellas Artes.
- 1961.- XI Salón de Grabado , Ayuntamiento de Madrid.
- 1962.- Primera Medalla de Grabado en la Nacional de Bellas Artes. Primera Medalla en el XII Salón de Grabado. Beca Juan March para laRealización de su extraordinaria “Tauromaquia onírica”.
- 1989.- Premio Penagos de la Fundación Mapfre.

### Museos con su obra
- Museo Nacional de Grabado Contemporáneo
- Museo de Arte Contemporáneo de Toledo
- Museo Provincial de Cuenca
- Museo de Alejandría
- Museo del Dibujo del Castillo de Larrés (Huesca)
- Museo del Grabado Español Contemporáneo de Marbella
- Museo Sztuki Medalierskies en Breslavia (Polonia)
- Centro Reina Sofía de Madrid
- Museo ABC del dibujo y la ilustración en Madrid